# マアマ・バイプル
マアマ・バイプル（Maama Vaipulu、1989年7月21日 - ）は、トップ14カストル・オランピックに所属するラグビー選手。

## プロフィール
- ニュージーランド・カワカワ出身。
- ポジションはナンバーエイト(No.8)。
- 身長 190cm、体重 112kg
- トンガ代表キャップは12(2021年1月現在）でラグビーワールドカップ2019のトンガ代表に選ばれた[1]。

## 略歴
カウンティーズ・マヌカウ、チーフスを経て、2016年、カストル・オランピックに加入。